# Liste der Bodendenkmale in Sülzetal
In der Liste der Bodendenkmale in Sülzetal sind alle Bodendenkmale der Einheitsgemeinde Sülzetal und ihrer Ortsteile aufgelistet. Grundlage ist die Veröffentlichung der Landesdenkmalliste mit Stand vom 25. Februar 2016.  Die Baudenkmale sind in der Liste der Kulturdenkmale in Sülzetal aufgeführt.

Der Link (Karte oder Lage) führt zu verschiedenen Kartendiensten mit der Position des Kulturdenkmals. Fehlt dieser Link, wurden die Koordinaten noch nicht eingetragen. Sind diese bekannt, können sie über ein Tool mit einer Kartenansicht einfach nachgetragen werden. In dieser Kartenansicht sind Kulturdenkmale ohne Koordinaten mit einem roten bzw. orangen Marker dargestellt und können durch Verschieben auf die richtige Position in der Karte mit Koordinaten versehen werden. Kulturdenkmale ohne Bild sind an einem blauen bzw. roten Marker erkennbar.

| Denkmal-ID | Fundart             | Ortsteil       | Bezeichnung                | Zeitstellung                   | Lage                                                                                | Bemerkungen | Bild |
| ---------- | ------------------- | -------------- | -------------------------- | ------------------------------ | ----------------------------------------------------------------------------------- | --- | ---- |
| 428310271  | Grabmal > Grabhügel | Altenweddingen | Grabhügel                  | undatiert                      | südwestlich des Ortes ()                                                            | Auf dem Hügel soll früher Ruprechts Mühle gestanden haben und ist nun Privatgrundstück.                                                                            |      |
| 428310274  | Befestigung         | Altenweddingen | Befestigung/Burghügel      | undatiert                      | im Ort, unter der Kirche („Kantorberg“) ()                                          | Die Kirche steht auf einem künstlichen (?) Hügel, Gelände steigt dort deutlich an und könnte sich hierbei um ein Oberbodendenkmal (z. B. einen Burghügel) handeln. |      |
| 428310272  | Grabmal > Grabhügel | Altenweddingen | Grabhügel                  | undatiert                      | nordwestlicher Ortsrand (Lage)                                                      | ehemaliger Mühlenhügel |      |
| 428310273  | besonderer Stein    | Altenweddingen | Steinkreuz Altenweddingen  | Anfang 15. Jahrhundert         | im Ort, unweit der Kirche am Westportal („Pastorberg“), jetzt „Kantorberg“ (Lage)   | Links vom Kreuz stand früher noch ein Taufbecken. Das Kreuz besteht aus Sandstein.                                                                                 |      |
| 428310270  | Befestigung         | Bahrendorf     | Schloss Bahrendorf         | undatiert                      | im alten Ortskern Lage                                                              | Das Schloss befindet sich in Privatbesitz. |      |
| 428310266  |                     | Stemmern       | Kultstätte? Grabhügel ?    | undatiert                      | nordöstlich des Ortes, nahe der ehemaligen Gemeindekiesgrube („Blockshorenberg“) () | Markanter Hügel in der Nähe der ehemaligen Gemeindekiesgrube. |      |
| 428310265  | Wüstung             | Stemmern       | Siedlung/Gräberfeld/Graben | Neolithikum / Frühe Bronzezeit | nördlich des Ortes, ehemalige Gemeindekiesgrube (Lage)                              | Auf der verfüllten Kiesgrube befindet sich eine Pferdekoppel und eine Streuobstwiese.                                                                              |      |
| 428310268  |                     | Sülldorf       | Solquelle/Salzquelle       | undatiert                      | südwestlich des Ortes (Lage)                                                        | Um die Quelle wurden kleine Findlinge gruppiert. |      |
| 428310269  | Befestigung         | Sülldorf       | möglicher Burghügel        | undatiert                      | im alten Ortskern (Lage)                                                            | Die Kirche befindet sich auf einer Anhöhe mit Steilhang im alten Ortskern.                                                                                         |      |
| 428310267  | besonderer Stein    | Sülldorf       | Grenzstein                 | Neuzeit                        | nördlich im Ort (Lage)                                                              | Stein ist schräg umgekippt, Material: Beton |      |